# میرزا مرتضی کرمانی
میرزا مرتضی کرمانی از سیاستمداران ایرانی بود، که در دوره‌ ششم بعنوان نماینده کرمان  در مجلس شورای ملی حضور داشت.